# Silencios de familia
Silencios de familia es una miniserie argentina producida por Pol-ka Producciones. Fue protagonizada por Adrián Suar, Julieta Díaz y Florencia Bertotti. Coprotagonizada por Valeria Lois, Eugenia Aguilar, Agustina Cabo y Lucas García. También, contó con las actuaciones especiales de Gloria Carrá, Fabián Vena y la primera actriz Marilú Marini. Se transmitió los domingos a las 22:00 por Canal 13, saliendo al aire por primera vez el 12 de junio de 2016. Posteriormente, la serie fue movida a la noche de los miércoles a las 22:45 por la misma cadena.

## Argumento
Los Diamante son una familia de clase media de un tradicional barrio de Buenos Aires, constituida por Miguel Diamante (Adrián Suar), su esposa  Elisa Arévalo (Julieta Díaz) y sus tres hijos: Lara Diamante (Eugenia Aguilar) de 20 años, Tobías Diamante (Lucas García) de 18 años y Mía Diamante (Agustina Cabo) de 16 años.
Miguel y Elisa son muy apegados a los valores familiares, han criado a sus hijos de acuerdo con preceptos un tanto conservadores. Siempre unidos, comparten hasta el mismo espacio de trabajo: su propia casa. Él ha montado allí su consultorio odontológico, ella elabora y vende comida, una suerte de pequeña empresa gastronómica.
La vida para los Diamante se presenta tranquila y previsible más allá de algún inconveniente que puedan ocasionarle sus hijos. Sin embargo, este esquema familiar mostrará la debilidad de su estructura cuando Fabiana Aniello (Florencia Bertotti), una nueva paciente de Miguel, aparezca en escena.
Elisa confundirá a la recién llegada con una postulante para cubrir el puesto de asistente para su emprendimiento culinario. Fabiana, que justamente se halla buscando trabajo, aceptará la propuesta. Poco a poco, la joven se convertirá en una integrante más de la familia. Y Miguel empezará a sentirse atraído por ella.
Mientras el vínculo “médico-paciente” se torna cada vez más intenso, el matrimonio entre Miguel y Elisa entra en un período de desgaste. Comenzará así un confuso triángulo amoroso que generará rupturas, idas y vuelta y que llevará a Miguel a replantearse si desea seguir casado con Elisa.
Además, para mejorar aún más sus relaciones, los Diamante concurrirán semanalmente a una sesión de terapia grupal con Aldana Silva (Valeria Lois), profesional de confianza del matrimonio. Como toda familia que se precie de tal, no pueden faltar los cuñados, en este caso de Miguel. Beto Arévalo (Fabián Vena) y Daniela Arévalo (Gloria Carrá) son los hermanos de Elisa. Él es un típico chanta. Ama a su hermana y detesta a su cuñado. Por su parte, Daniela es la única persona con la que Elisa se relaciona a nivel amistad.

## Elenco

### Protagonistas
- Adrián Suar como Miguel Diamante.
- Julieta Díaz como Elisa Arévalo de Diamante.
- Florencia Bertotti como Fabiana Aniello.

### Coprotagonistas
- Gloria Carrá como Daniela Arévalo.
- Fabián Vena como Beto Arévalo.
- Marilú Marini como Noe de Diamante.
- Valeria Lois como Aldana Silva.
- Eugenia Aguilar como Lara Diamante.
- Lucas García como Tobías Diamante.
- Agustina Cabo como Mía Diamante.

### Participaciones
- Ricardo Díaz Mourelle como Roly Arévalo.
- Carlos Santamaría como Aldo.
- Peto Menahem como Racky.
- Sebastián Mogordoy como Alan.
- Rafael Spregelburd como Barman.
- José María Marcos como Elio Aniello.
- Diego Vegezzi como Juan Aguilar.
- Brian Sichel como Denis.
- ¿? como Adriana Diamante.
- ¿? como Natalia Diamante.

## Crítica y recepción
Silencios de familia salió al aire por primera vez el 12 de junio de 2016, tras un especial del programa A todo o nada: especial perros, y promedió 14.4 puntos de rating según Kantar Ibope Media, convirtiéndose en lo más visto del día domingo. El unitario, que marcó picos de 15.4 puntos, marcó el regreso a la pantalla de Adrián Suar como actor protagónico tras su participación en Solamente vos.
Para el periódico argentino La Nación, el periodista Ricardo Marín escribió: «De acuerdo a lo que se vio, el conflicto principal -la posible ruptura de la pareja de Miguel y Elisa debido al desgaste por los años de matrimonio y la aparición de una tercera en discordia- parece menos atractivo que los que pueden aparecer en el ámbito de los tres adolescentes. Cada uno de ellos muestra personajes muy ricos: la firme decisión de Lara de independizarse de sus padres; Tobi, con una serie de prácticas que aparecen con una ambigüedad sumamente intrigante y Mía como una observadora detallista capaz de sacar la ficha de todo lo que pasa en su casa y exponerlo sin la menor vacilación en su carácter. Las actuaciones resultan impecables, con muy buenas sorpresas en la labor de los chicos y la desenvoltura esperada en los protagónicos y en el resto de los integrantes del elenco. Lo mismo la realización de todos los rubros técnicos, que no solo acompañan el trabajo de los actores sino que además realzan la narración en su despliegue. En general, la promesa de una propuesta de la que faltan ver otros recursos probablemente también atractivos que aún no aparecieron».
Por otro lado, Silvina Lamazares, para el diario Clarín escribió: «El estreno dejó como perlitas la terapia familiar comandada por Valeria Lois, la naturalidad actoral de los tres chicos y la magia de la gran Marilú Marini como la pintoresca madre de Miguel, en un marco de buenas actuaciones. Ojalá que, con el correr de los capítulos, el vaivén entre drama y comedia encuentre una velocidad crucero para pasar de un estado a otro. Y que los dos estados sigan conviviendo, porque de eso se trata la dinámica familiar, y más cuando hay silencios que piden ser ventilados a gritos».
Un día antes del estreno, en La noche de Mirtha, Suar adelantó que el unitario, se trata de «una comedia dramática, mezcla de Tratame bien y Culpables —ambas de El Trece y Pol-ka—».